# Pierre-Daniel Huet
Pierre-Daniel Huet (Caen, 8 febbraio 1630 – Parigi, 26 gennaio 1721) è stato un filosofo, storico e teologo francese.

## Biografia

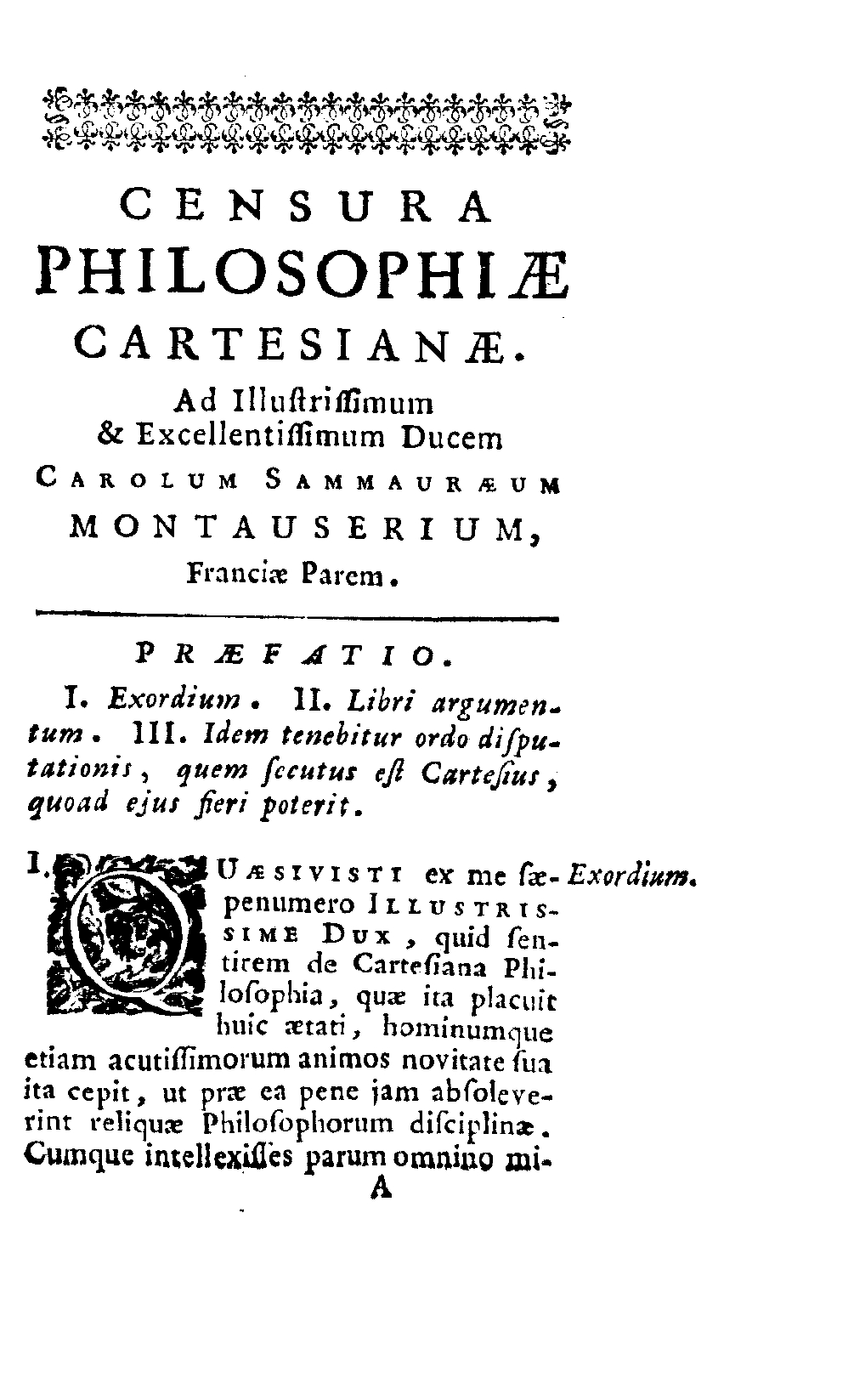
Censura philosophiae Cartesianae, 1723

Nato in una famiglia di religione protestante, Pierre-Daniel Huet studiò presso il collegio gesuita di Caen; studiò anche con il pastore protestante Samuel Bochart. All'età di vent'anni era già riconosciuto come uno dei più promettenti studiosi del suo tempo. Fece amicizia nel 1651 con Gabriel Naudé, direttore della biblioteca intitolata attualmente a Mazzarino; l'anno dopo seguì Samuel Bochart alla corte della regina Cristina di Svezia. Visitò in quell'occasione Leida, Amsterdam, Copenaghen e Stoccolma. Nella Biblioteca Reale di Stoccolma scoprì dei frammenti del Commentario su San Matteo di Origene, che pubblicò nel 1668. Questa pubblicazione diede luogo ad una controversia sulla questione della transustanziazione, che causò la morte di Samuel Bochart nel corso di una riunione dell’Académie royale des Belles-Lettres de Caen.
Si occupò anche di letteratura, tradusse le pastorali di Longo Sofista, scrisse una novella intitolata Diane de Castro, e scrisse un Trattato sull'origine dei romanzi, una storia del genere romanzesco che tenta, invano, di fissarne le regole; tuttavia è la prima storia del romanzo. Nella Querelle des Anciens et des Modernes prese le parti dei primi contro Charles Perrault e Jean Desmarets de Saint-Sorlin. Pubblicò poesie in latino e in greco, tra le quali Daphnis et Chloé, opere filosofiche in latino e in francese e una raccolta di pensieri, Huetiana. Era legato a Paul Pellisson, Valentin Conrart, Jean Regnault de Segrais, con il quale finì per litigare, e Jean Chapelain, di cui difese la Pucelle. Frequentò anche il salotto di Madeleine de Scudéry e studi di pittori. Si dedicò alle medaglie e alla loro origine, di cui discusse con Samuel Bochart, e nel frattempo studiava l'arabo e il siriaco con il gesuita Adrien Parvilliers.
Combatté la filosofia di Cartesio, dopo esserne stato, in gioventù, un ammiratore, ma il suo biografo, l'abate d'Olivet non lo vedeva come uno scettico. Pubblicò, con l'aiuto di Anne Dacier, una serie di classici latini ad usum Delphini, cioè per l'erede al trono, di cui era sotto precettore. Il suo gusto per la matematica lo portò a studiare astronomia e anatomia, in particolare si occupò, spinto dalla propria miopia, delle questioni relative agli occhi e la vista. In seguito si dedicò alla chimica e scrisse un poema in latino sul sale.
Membro della "Académie royale des Belles-Lettres" di Caen, fondò in questa città l'"Accademia di fisica di Caen" nel 1662 insieme ad André Graindorge. A Parigi, presso i Gesuiti, era membro di un'altra accademia che sovvenzionava Jean-Baptiste Colbert, di cui Michaults disse: "Padre Oudin ricordava sempre con piacere le lezioni apprese del gabinetto del signor Huet, dove era una volta di più il vantaggio di essere ammesso". Fu ammesso il 30 luglio 1674 alla Accademia di Francia, dopo che erano state respinte in precedenza le richieste di Jacques Bénigne Bossuet, Paul Pellisson, Louis de Courcillon de Dangeau e Charles de Sainte-Maure. Morrà come decano dell'accademia.
Prese gli ordini nel 1684, e fu nominato vescovo di Soissons nel 1685, per poi essere trasferito, nel 1692, alla diocesi di Avranches, stanco di aspettare il suo insediamento nel 1699 scambiò il vescovado con l'Abbazia di Fontenay, per poi dimettersi e trascorrere gli ultimi vent'anni della sua vita nella casa dei Gesuiti di Parigi. Alla fine della sua vita, compose un Commentarius, cioè le sue memorie.
Il re acquisì per la Biblioteca Reale la sua grande biblioteca e i suoi manoscritti, che aveva lasciato in eredità ai gesuiti.
Huet era conosciuto per il suo temperamento, che fece dire a La Londe che era "di coloro contro i quali non è possibile avere ragione". Lo spirito di contesa, portato al punto più alto che lo caratterizzava, lo portò a litigare con Nicolas Boileau e Segrais che disse che sarebbe "più facile cambiare un nero in un bianco piuttosto che fare cambiare opinione ad Huet".

## Selezione di opere

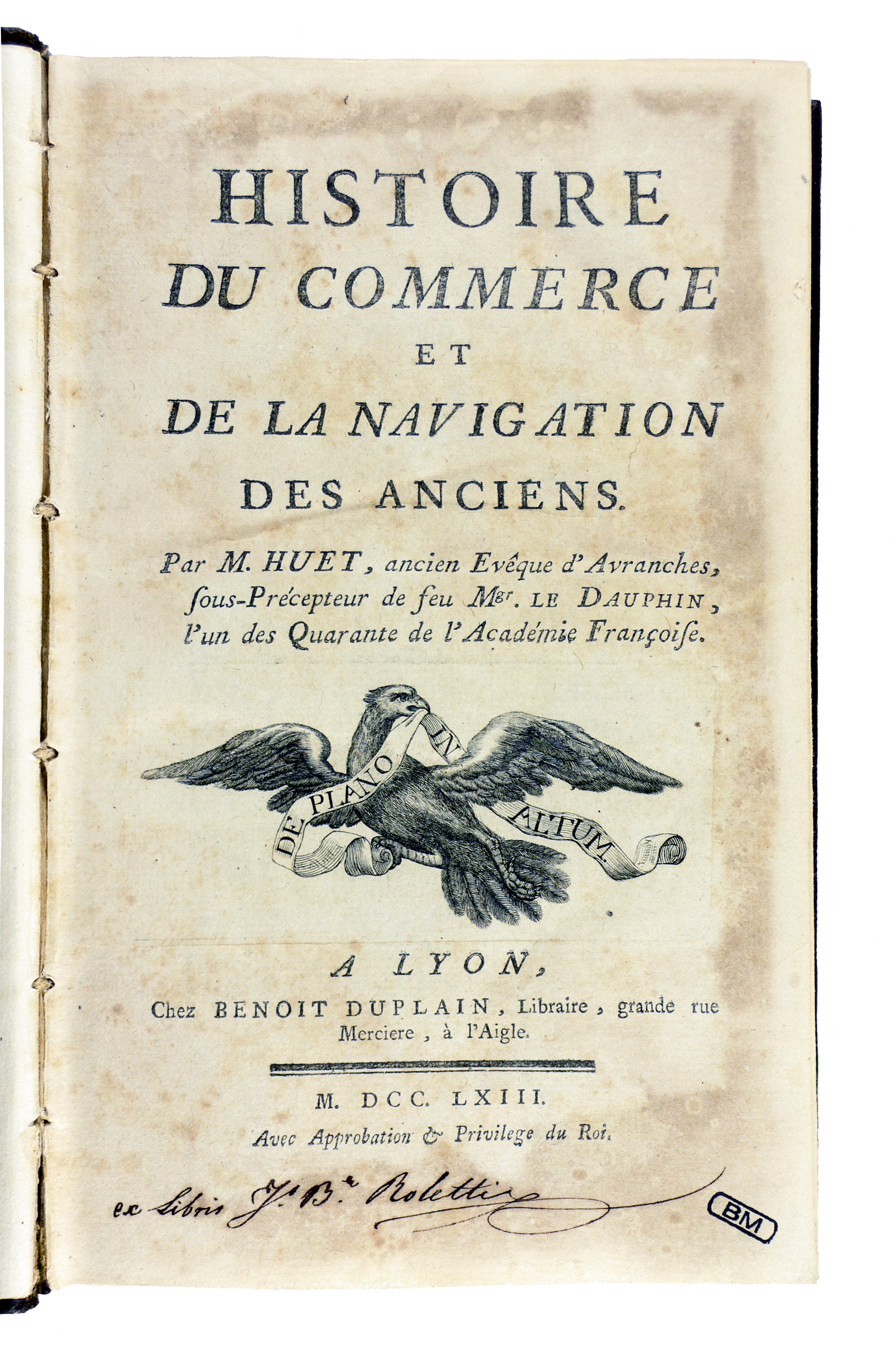
Histoire du commerce, 1763 (Fondazione Mansutti, Milano).

- Lettre touchant les expériences de l'eau purgée d'air, 1673
- Censura philosophiae cartesianae, Paris, D. Horthemels, 1689
  - Testo online in Gallica
  - (LA) Pierre Daniel Huet, Censura philosophiae Cartesianae[collegamento interrotto], Bononiae, typis Laelii a Vulpe, 1723. URL consultato il 29 giugno 2015.
  - traduzione inglese: Against Cartesian Philosophy (Censura Philosophiae Cartesianae). Amherst: Humanity Books 2003.
- Traité de la situation du Paradis terrestre, Paris, Jean Anisson, 1691 Testo online
- Nouveaux mémoires pour servir à l'histoire du cartésianisme, [pubblicato con lo pseudonimo di Gilles de L'Aunay], Amsterdam, H. Desbordes, 1698, réimp. 1996, Éd. présentée et annotée par Claudine Poulouin, Rezé, Séquences ISBN 978-2-907156-43-1
- Huetiana, ou Pensées diverses de M. Huet, Éd. abbé d'Olivet, Paris, J. Estienne, 1722 Testo online
- Recherches sur la ville de Caen et ses environs, 1702
- Dissertations sur diverses matières de religion et de philosophie, 1712
- Le grand trésor historique et politique du florissant commerce des Hollandais... , 1712
- Histoire du commerce et de la navigation des anciens, 1716
- Mémoire sur le commerce des Hollandais, 1717
- Traité philosophique de la faiblesse de l'esprit humain, Londres : J. Nourse, 1741 Testo online
- Traité de l'origine des romans suivi d'observations et de jugemens sur les romans français, avec l'indication des meilleurs romans qui ont paru surtout pendant le XVIIIe siècle jusqu'à ce jour, Paris, N.-L.-M. Desessarts, an VII Testo online
- Mémoires de Daniel Huet traduits pour la première fois du latin en français par Charles Nisard (Éloge historique de l'auteur, par l'abbé d'Olivet. Lettre de M. Huet à M. Perrault sur le parallèle des anciens et des modernes. Lettre de M. Huet à M. le duc de Montausier dans laquelle il examine le sentiment de Longin sur le passage de la Genèse : "et Dieu dit : que la lumière soit faite". Réfutation d'une dissertation de M. Le Clerc contre Longin), Paris, Hachette, 1853 Testo online
- Mémoires, nouvelle édition précédée d'une introduction et annotée par Philippe-Joseph Salazar, Paris/Toulouse, Klincksieck/Société de littérature classique, 1993, 170 p. ISBN 2-908728-13-3
- Traité de l'origine des romans, Éd, critique, accompagnée d'une introduction et de notes, Amsterdam, 1942

## Genealogia episcopale
La genealogia episcopale è:
- Cardinale Guillaume d'Estouteville, O.S.B.Clun.
- Papa Sisto IV
- Papa Giulio II
- Cardinale Raffaele Sansone Riario
- Papa Leone X
- Papa Paolo III
- Cardinale Francesco Pisani
- Cardinale Alfonso Gesualdo di Conza
- Papa Clemente VIII
- Cardinale Pietro Aldobrandini
- Cardinale Laudivio Zacchia
- Cardinale Antonio Barberini, O.F.M.Cap.
- Cardinale Nicolò Guidi di Bagno
- Arcivescovo François de Harlay de Champvallon
- Vescovo Pierre-Daniel Huet